# Frank Rijkaard
Franklin "Frank" Edmundo Rijkaard (Amsterdam, 30 de setembro de 1962) é um ex-futebolista e ex-técnico de futebol neerlandês que atuava como zagueiro e volante, considerado um dos melhores de todos os tempos na sua posição. Foi um dos grandes craques da década de 1980.

## Carreira em clubes

### Ajax
Volante, começou no Ajax, juntamente com Marco van Basten, de quem se tornaria grande amigo. Ambos começaram profissionalmente no clube no momento em que sua maior lenda viera de volta, prestes a se aposentar: Johan Cruijff. Seus dois primeiros títulos no campeonato neerlandês, em 1982 e 1983, foram os dois últimos do craque no clube. O terceiro viria em 1985.
No ano seguinte, Cruijff voltaria, como técnico. As ideias ousadas demais acabaram irritando Rijkaard, que não aguentou e resolveu ir para outra equipe ao fim da temporada, em que foi campeão da Copa da UEFA. Vendido ao Sporting, passou cerca de 5 minutos em Lisboa, sendo depois vendido ao Real Zaragoza, onde em 1988 iria para o Milan, que já contava com Van Basten e outro compatriota, Ruud Gullit. Na Seleção Neerlandesa, esse trio também conquistou a Eurocopa 1988.

### Milan
Os três seriam símbolos de uma era de glórias que viria na equipe, alavancada, com a chegada em 1986 dos investimentos do novo presidente, Silvio Berlusconi(o que mais tarde seria conhecido como o Milan de Arrigo Sacchi) técnico daquela esquadra maravilhosa... de um período obscuro no início da década, onde chegou a estar duas vezes na segunda divisão, para uma série de troféus. Rijkaard chegou ao Milan com o clube recém-campeão da Serie A, o primeiro em oito anos. A equipe estava credenciada, dessa forma, a representar a Itália na Copa dos Campeões da UEFA.
O troféu europeu de clubes mais importante, que o clube não ganhava havia 20 anos, seria reconquistado, sendo o terceiro dos rossoneri, que superavam a rival Internazionale (que também possuía dois) como o clube italiano que mais vencera o torneio. Por sorte Rijkaard não morre duas semanas depois da final, disputada em 24 de maio; estava para ocorrer um torneio amistoso no Suriname que envolveria jogadores da Seleção Neerlandesa com origens na antiga colônia, e ele, assim como seu colega Gullit, fora convidado, mas acabou não liberado pelo Milan. Em 7 de junho, o avião que levava os jogadores acabaria acidentando-se, provocando a morte de quase todos os passageiros.
Um bicampeonato na Copa dos Campeões viria na temporada seguinte, com Rijkaard marcando o gol da vitória por 1 x 0 sobre o Benfica na final. Na Itália, demoraria quatro anos desde que chegou para ser também campeão nacional. Mas quando o scudetti veio, em 1992, deu-se de forma invicta, o que era inédito no país. Um bi viria no ano seguinte.
A taça de 1993 seria a última do Milan com o trio neerlandês: Van Basten, com problemas crônicos no tornozelo, seria forçado a se aposentar; Gullit iria para a Sampdoria; e Rijkaard, de volta ao Ajax. Os três despediram-se após a derrota na final da Copa dos Campeões de 1993, perdida por 0 x 1 para o Olympique Marselha.

### Aposentadoria
Retornou ao Ajax em 1993, mais experiente e consagrado internacionalmente. Ficou duas temporadas, sendo campeão neerlandês em ambas, comandando uma nova geração de craques do clube - alguns deles frutos, é verdade, da reforma nas divisões de base dirigida por Cruijff quando este era o técnico -, como os gêmeos Frank e Ronald de Boer, Clarence Seedorf, Patrick Kluivert, Edgar Davids e Michael Reiziger, além de outros jogadores que teriam igual destaque internacional, como Edwin van der Sar, Danny Blind, Winston Bogarde e Marc Overmars.
Como comandante desse elenco, que incluía ainda os jovens estrangeiros Nwankwo Kanu e Jari Litmanen, Rijkaard despediu-se do Ajax - e dos gramados - da melhor forma: conquistando sua terceira Copa dos Campeões (agora denominada Liga dos Campeões) particular, a quarta do clube, primeira em mais de vinte anos. Justamente sobre o Milan.

## Seleção
Fez sua primeira partida pelos Países Baixos em 1981. A Seleção Neerlandesa vivia decadência com o fim da brilhante geração de Johan Cruijff, Johan Neeskens, Ruud Krol, Johnny Rep e Rob Rensenbrink, dentre outros. Imatura, a Oranje colecionava eliminações para os grandes torneios. Tal sina acabou em 1988, com o país conquistando pela primeira - e, até hoje, única - vez um troféu, a Eurocopa daquele ano. A vitória demonstrou a superação da seleção não só em relação aos tempos ruins como também no torneio em si: a derrotar na final, a boa seleção da União Soviética, havia vencido os neerlandeses na primeira fase do torneio.
A Laranja chegou à Copa do Mundo de 1990 como uma das grandes favoritas ao que seria seu primeiro título mundial. Voltava a uma Copa depois de doze anos, com as credenciais de campeã europeia dois anos antes e com seu trio de ferro - Rijkaard, Gullit e Van Basten - brilhando no bicampeão europeu Milan. Os Países Baixos, entretanto, decepcionaram, não vencendo nenhuma partida. Na primeira fase, empataram três vezes, incluindo uma com o fraquíssimo Egito - as outras duas foram contra Inglaterra e Irlanda. Estas duas acabaram como as primeiras colocadas da chave; os campeões europeus só passaram à segunda fase pois estavam entre os melhores terceiros colocados, uma novidade em Copas que permaneceria até o mundial seguinte.
Nas oitavas-de-final, o time teria a chance da revanche contra a Alemanha Ocidental, vencedora da Copa do Mundo de 1974 sobre os favoritos Países Baixos. Os laranjas perderam por 2 x 1, continuando a demonstrarem-se irreconhecíveis. Rijkaard acabou sendo a personificação disso: foi expulso ao dar na frente do árbitro uma cusparada no alemão Rudi Völler, o que lhe renderia enormes críticas tanto dos compatriotas quanto no país adversário, onde foi apelidado de lhama (animal dos Andes que cospe o dia inteiro).
| “ | Sou uma pessoa tranquila, mas futebol também é emoção. Aquilo ocorreu quando eu estava com a cabeça quente. Eu errei e aquele não é o meu normal. Quando acontece isso, tem que se arcar com as consequências, e foi o que eu fiz. Tive a chance de falar com o Völler depois e esclarecemos tudo. Após o Mundial, jogamos muitas partidas, eu pelo Milan e ele pela Roma. Não existem problemas, foi só aquele momento. | ” |

Uma tentativa de redenção viria na Eurocopa 1992. Na primeira fase, os detentores do título terminaram em primeiro em grupo que continha a própria Alemanha (agora reunificada) e a última vice, a União Soviética (que, desmembrada geopoliticamente no final do ano anterior, manteve-se unida para o torneio competindo como CEI), além da Escócia, campanha que finalmente incluiu vitória sobre os alemães - 3 x 1, com gol de Rijkaard. Ele marcaria novamente, como herói, a quatro minutos do fim do tempo normal na semifinal, contra a Dinamarca. A partida encaminhar-se-ia para os pênaltis, onde ele converteu sua cobrança. Entretanto, um erro de Van Basten acabaria custando a vaga na final, que ficou com os escandinavos (que seriam campeões).
Aos 32 anos, foi à Copa do Mundo de 1994 como último remanescente do trio neerlandês de sucesso na Euro 1988 e no Milan. Os Países Baixos vinham fazendo boa campanha, reencontrando o Brasil em Copas - os dois enfrentaram-se na de 1974 e os europeus levaram a melhor. Desta vez, quem venceu foram os brasileiros, futuros campeões, que ganharam por 3 x 2. Na partida, sua última pela Oranje, Rijkaard foi substituído por Ronald de Boer.

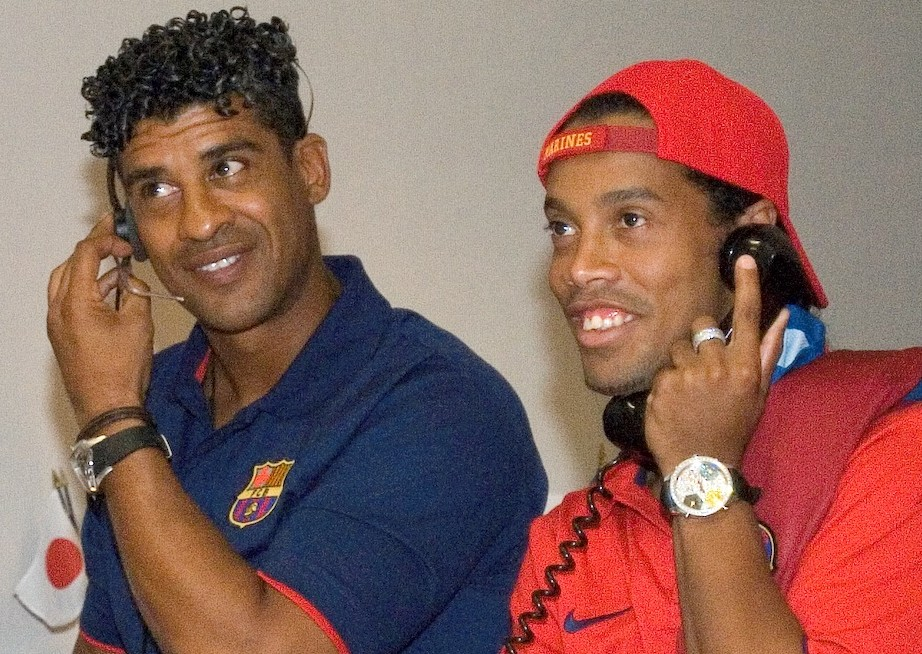
Sorrindo com Ronaldinho Gaúcho: enquanto o craque esteve bem no Barcelona, Rijkaard teve seus melhores momentos como treinador.

## Carreira como treinador
Sua primeira experiência como técnico foi logo na Seleção Neerlandesa, substituindo Guus Hiddink, após a Copa do Mundo de 1998. Rijkaard foi o primeiro negro no cargo de treinador de uma Seleção com problemas históricos de racismo, cujas crises no grupo ele soube afastar. Sob seu comando, promoveu outro negro, Edgar Davids, ao posto de capitão.
Os Países Baixos sediariam a Eurocopa 2000 e no torneio, Rijkaard conduziu a Seleção com uma boa campanha que incluíram boas vitórias sobre Dinamarca (3 x 0), a campeã mundial França (3 x 2), na primeira fase e uma goleada de 6 x 1 sobre a Iugoslávia nas quartas-de-final. Favorita, a Laranja enfrentou a Itália nas semifinais. Jogando melhor, acabou eliminada nos pênaltis. Após a eliminação, Rijkaard deu seu lugar como técnico do país a Louis van Gaal.
Contratado em 2001 pelo Sparta Roterdã, conduziu o clube mais velho dos Países Baixos a uma campanha horrível na Eredivisie, com a equipe sofrendo o primeiro rebaixamento de sua história, o que resultou em sua demissão imediata. Após um ano, foi nomeado como treinador do Barcelona para a temporada 2003-04 por indicação de Johan Cruijff. Depois de um início ruim, quando o clube vivia um momento política o futebolisticamente conturbado, conseguiu dar uma reviravolta a partir do início de 2004, no momento em que a grande contratação da temporada, o brasileiro Ronaldinho Gaúcho, começava a demonstrar boas apresentações regulares. A reação não foi o suficiente para chegar ao título, que ficou com o Valencia.
Ainda assim, o vice gerou um bom ambiente que continuaria nas duas temporadas seguintes. Com Ronaldinho em seus melhores dias na Europa (o que lhe daria o prêmio de melhor do mundo pela FIFA em 2004 e 2005), além dos eficientes Deco, Ludovic Giuly, Samuel Eto'o, Rafael Márquez e Henrik Larsson, o Barça conquistaria um bicampeonato nacional. A ótima fase culminaria no título da Liga dos Campeões da UEFA porém encerrou o ano com derrotas para Sevilla na Supercopa da UEFA e o Internacional na final do Mundial de Clubes FIFA.
Apesar da final excelente do brasileiro Ronaldinho, após a Copa do Mundo de 2006 na Alemanha ,o brasileiro teve uma queda gigante de rendimento, seria um anúncio da má fase que o craque do time viveria até ser finalmente vendido, em 2008, ao Milan. Diretamente afetado, os blaugranas viram os rivais do Real Madrid retomarem os títulos no período. Rijkaard não sobreviveria no cargo após o rival golear o Barcelona por 4 x 1, com o campeonato espanhol de 2007/08 já decidido.
Pouco após deixar o Barça, foi anunciado pelo Galatasaray em 5 de junho, na sequência da demissão de Bülent Korkmaz, dois dias anteriores. Com uma péssima campanha e já eliminado da liga européia foi demitido do Galatasaray. Em março, podia ter-se tornado em treinador do Sporting Clube de Portugal, pela mão de Paulo Futre e Dias Ferreira, mas perdeu as eleições, que curiosamente, tinham Marco Van Basten como trunfo de outra campanha, a do atual presidente, Bruno de Carvalho.  No dia 1 de julho de 2011, foi anunciado como novo comandante da Arábia Saudita. Falhando na tentativa de levar a seleção Saudita a Copa do Mundo de 2014, ao cair na terceira fase das Eliminatórias Asiáticas e a eliminação na Primeira Fase da Copa do Golfo, que gerou sua demissão em 16 de Janeiro de 2013.

## Aposentadoria como treinador
No dia 18 de março de 2014, anunciou que deixará de comandar equipes. "Tal e como estão as coisas, não vou trabalhar mais como técnico. Não tenho intenção de trabalhar até os 60 anos, mas quero seguir assistindo e conversando sobre os jogos. Estou muito agradecido por tudo o que consegui, mas prefiro me dedicar a outras coisas", afirmou o holandês.

## Títulos

### Como jogador
Ajax
- Copa Intercontinental: 1995
- Liga dos Campeões da UEFA: 1994-95
- Recopa Europeia da UEFA: 1986-87
- Supercopa da UEFA: 1995
- Campeonato Neerlandês: 1981-82, 1982-83, 1984-85, 1993-94, 1994-95
- Copa dos Países Baixos: 1982-83, 1985-86, 1986-87
- Supercopa dos Países Baixos: 1993, 1994, 1995
- Torneio de Amsterdã: 1980, 1985, 1987

Milan
- Copa Intercontinental: 1989, 1990
- Liga dos Campeões da UEFA: 1988-89, 1989-90
- Supercopa da UEFA: 1989, 1990
- Campeonato Italiano: 1991-92, 1992-93
- Supercopa da Itália: 1988, 1992
- Troféu Luigi Berlusconi: 1992

Seleção Holandesa
- Campeonato Europeu de Futebol: 1988

### Como treinador
Barcelona
- Liga dos Campeões da UEFA: 2005-06
- Campeonato Espanhol: 2004-05, 2005-06
- Supercopa da Espanha: 2005, 2006
- Copa da Catalunha: 2003-04, 2004-05, 2006-07
- Troféu Festa de Elche: 2003
- Troféu Joan Gamper: 2003, 2004, 2006, 2007, 2008
- Troféu Ramón de Carranza: 2005

### Individual
- Futebolista Neerlandês do Ano: 1985, 1987
- Serie A - Melhor jogador estrangeiro: 1992
- Bola de Ouro Dream Team: Melhor Meio-campistas defensivo da História - segundo esquadrão
- Melhor Técnico do Ano da UEFA: 2005-2006
- Onze d'Or Treinador do Ano: 2006